# Pays de la Loire
Pays de la Loire (în traducere Ținuturile Loarei) este una dintre cele 18 regiuni ale Franței. Capitala regiunii este orașul Nantes iar regiunea cuprinde 6 departamente.

## Istoric
Regiunea a fost creată în 1955 împreună cu celelate regiuni ale Franței, dar spre deosebire de acestea, Pays de la Loire nu corespundea la data creării sale nici unei entități administrative care să o fi precedat, cele cinci departamente constituente fiind regrupate doar pe considerente pur administrative, economice și politice. Regiunea cuprinde porțiuni din vechile provincii franceze Anjou, Bretania, Maine, Perche și Poitou. Apartenența departamentului Loire-Atlantique la această regiune și nu la regiunea Bretania este un subiect permanent de discuție. 
În consecință, numele regiunii ales de guvernul francez, nu a fost bazat pe denumiri istorice, ci doar pe referințe geografice: Pays (i.e. "ținuturi") -de-la-Loire (i.e. "ale râului Loara"). Trebuie menționat faptul că faimoasele Castele de pe Valea Loarei se află în regiunea Centru în ciuda confuziei de nume.

## Geografia
Maine
     Anjou
     Bretania
     Poitou
     Perche
     Orléanais
     Aunis

Harta Pays de la Loire cu cele cinci departamente ale sale și provinciile istorice din secolul al XVIII-lea.
Maine
Anjou
Bretania
Poitou
Perche
Orléanais
Aunis

Relieful regiunii este valonat, sub formă de coline ce rar depășesc 400 m, reprezentând ultimele contraforturi ale Masivului Central și o bună parte din Masivul Armorican. Cu toate că regiunea este numită după râul Loara, aceasta nu trece decât prin două departamente, restul rețelei hidrografice fiind formatâ din afluenți ai acesteia Loir, Sarthe și Mayenne. Coasta are o lungime de 368 kilometri și conține două insule importante Noirmoutier și Île d'Yeu

## Economia
Regiunea a fost creată ca o regiune de susținere a orașului Nantes, cel mai dezvoltat din punct de vedere economic al regiunii. Industria grea este foarte prezentă în acesta, în apropiere aflându-se Șantierele Atlanticului unul dintre cele mai mari șantiere navale din Europa. De asemenea Airbus și Alstom (producătorul trenurilor TGV) au facilități de producție aici.